# Myriam Casanova
Myriam Casanova (Altstätten, 20 de junho de 1985) é uma ex-tenista profissional suíça.